# Forêt de Versailles
 (mai 2014).
Si vous disposez d'ouvrages ou d'articles de référence ou si vous connaissez des sites web de qualité traitant du thème abordé ici, merci de compléter l'article en donnant les références utiles à sa vérifiabilité et en les liant à la section « Notes et références ».
La forêt de Versailles est une forêt domaniale française de 1 057 hectares située au sud de la ville de Versailles dans les Yvelines. C'est en fait un ensemble de petits massifs forestiers séparés par des infrastructures (route nationale 286, route départementale 446, etc.) ou des enclaves (camp de Satory, golf de La Boulie, etc.).

## Géographie
La forêt de Versailles s'étend sur les territoires communaux de Versailles, Guyancourt, Buc, Jouy-en-Josas, Viroflay, Saint-Cyr-l'École, Les Loges-en-Josas et Vélizy-Villacoublay. Elle est gérée par l'Office national des forêts (ONF).
Elle est bordée au nord par les lignes SNCF de Paris-Montparnasse à Brest, à l'est par la route nationale 186, le golf de La Boulie sur la commune de Jouy-en-Josas et la route départementale 446 (Versailles - Jouy-en-Josas), au sud par les villes des Loges-en-Josas, de Buc et de Guyancourt et à l'ouest par le quartier de l’Épi d'Or à Saint-Cyr-l'École. Elle est traversée d'est en ouest par la route nationale 286 et, en orientation nord-sud, par la rue de la Porte-de-Buc à Versailles, par la rampe Saint-Martin, route départementale 938 (Versailles - Saint-Rémy-lès-Chevreuse) et par la rue Clément-Ader, route départementale 91 (Versailles - Cernay-la-Ville).
Le camp militaire et la zone d'activités de Satory se situent au beau milieu de cette forêt. Une partie importante de la commune de Buc, le vieux village, forme une sorte d'invagination au cœur de cette forêt.
En janvier 2021, la communauté d'agglomération Versailles Grand Parc et l'Office national des forêts signent une convention de trois ans « pour favoriser l'accueil dans les forêts du territoire tout en réduisant les déchets sauvages ». La forêt de Versailles est concernée par l'accord.

## Bois de la Minière

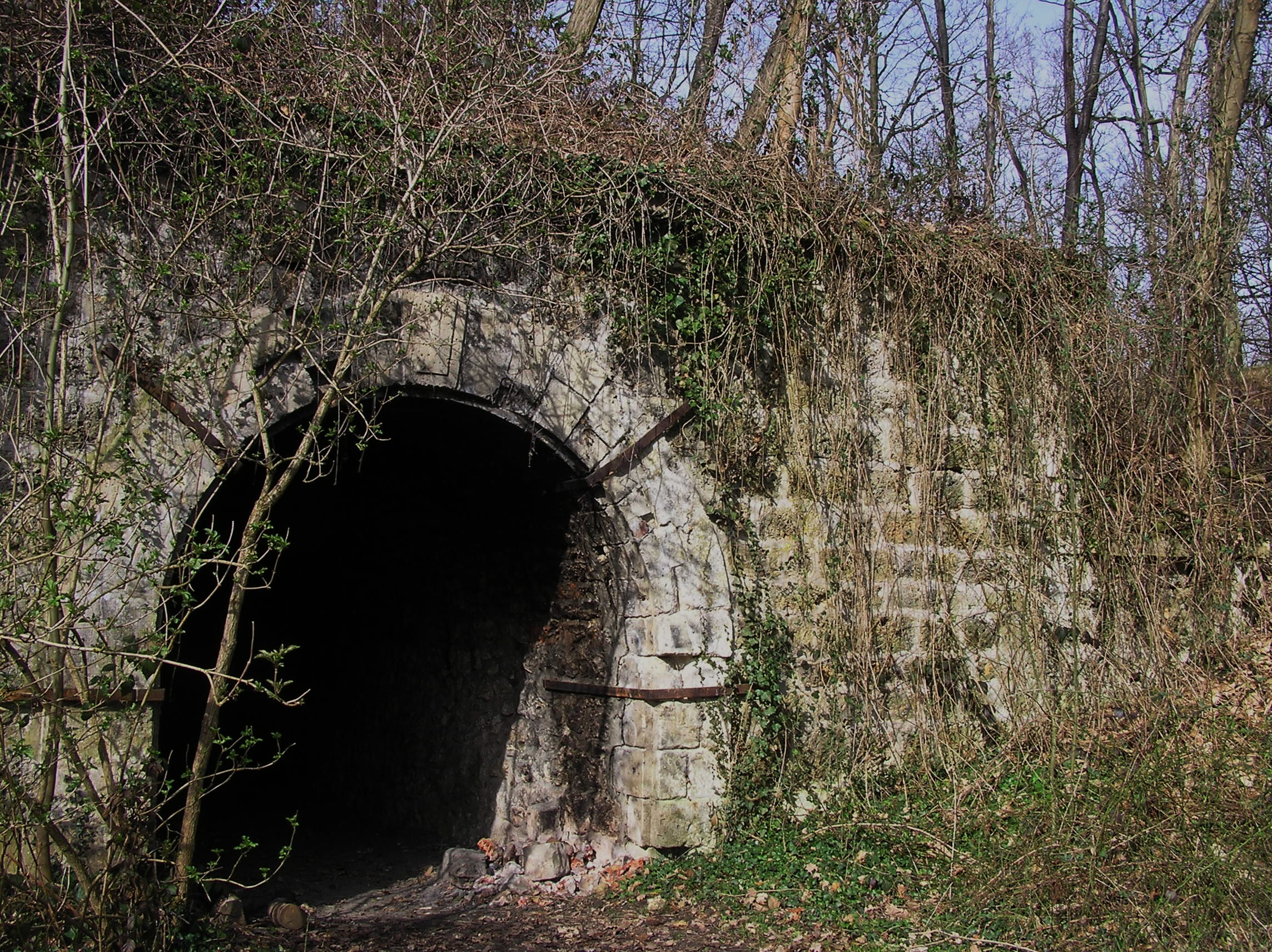
La batterie du ravin de Bouviers.

Le bois est situé autour des étangs de La Minière situés dans la vallée de la Bièvre. Celle-ci est protégée par un site inscrit depuis le 4 mai 1972 et un site classé depuis le 7 juillet 2000 grâce à un décret signé par la ministre Dominique Voynet. Les étangs de La Minière sont constitués de plusieurs plans d’eau : l’étang Braque, l’étang du Moulin à Renard, l'étang de La Minière et l’étang du Val d’Or. L'étang Braque et l'étang du Moulin à Renard se confondent à hauteur du Bois Robert. Il est possible d'y pratiquer la pêche et la voile.
La batterie du ravin de Bouviers est située  dans la forêt en limite du plateau de Satory sur la commune de Versailles. C'est une ancienne batterie militaire construite en 1879.

## Bois de la Geneste, bois du Cerf-Volant et bois Saint-Louis
Le bois de la Geneste prolonge le bois des étangs de la Minière, en aval de la Bièvre dans la commune de Buc. Il est centré sur l'étang de la Geneste. Il rejoint au nord le quartier Saint-Louis par le bois du Cerf-Volant puis, au-delà de la N 12, par le bois Saint-Louis.
À l'orée du bois de la Geneste se trouve le deuxième « chêne de Louis XIV ». Son diamètre est de 5,80 mètres. On estime son âge à 400 ans. L'étang de la Geneste et ce chêne de Louis XIV ont servi de cadre à une péripétie de l'album de bande dessinée S.O.S. Météores d'Edgar P. Jacobs.

## Bois de Satory
Le bois de Satory se situe au nord de la N 12 et au sud des voies ferrées qui relient la gare de Versailles Chantiers à la gare de Saint-Cyr. Il est délimité à l'ouest par la rue Francisco Ferrer et à l'est par la rue de la Porte de Buc. Sa longueur est approximativement de 5 kilomètres et sa largeur d'environ 500 mètres.

## bois des Gonards et bois de la Garenne des Loges
Le bois des Gonards est situé dans le haut du quartier de Porchefontaine, derrière un immeuble avec des balcons en triangle. L'entrée de la forêt est dans la rue du Pont Colbert, qui est elle-même dans le prolongement de la rue des Chantiers.
Il s'étend vers le sud au-delà de la N 12 entre Buc et le golf de La Boulie. À son extrémité, la vallée de la Bièvre, traversée par les arcades de Buc, le relie au bois de la Garenne des Loges, situé sur la commune de Les Loges-en-Josas
Le premier chêne dit de Louis XIV se dressait dans le bois des Gonards. Il offrait une place privilégié au souverain pour assister à la construction de l'aqueduc. Ayant survécu à la tempête de 1999, âgé probablement de plus de 500 ans, il est mort de vieillesse dans la dernière semaine de 2004.

## Bois des Metz
Plateau boisé culminant à 175 mètres au sud-est de Versailles situé sur la commune de Jouy-en-Josas. 
Le massif forestier comprend en son milieu une vaste clairière occupée par un ancien hameau et par le chalet des Metz construit dans le style anglais au XIXe siècle dont le parc qui a été loti et transformé à partir de 1940 en un quartier résidentiel. Possédé par le baron Maurice Delaire (1855-1906), puis par sa fille Madame Stanislas Lannes de Montebello (1876-1966), il est connu depuis comme le château de Montebello. On y trouve aussi la maison de Léon Blum.
À l'ouest du massif se trouve le golf de la Boulie et à l'est le parc de l'ancien château disparu de la Cour-Roland, devenu une base de loisirs.

## Bois de l'Homme Mort, bois du Rocher et bois du Val d'Albian
À l'est de Jouy-en-Josas se trouvent les bois de l’Homme Mort et du Rocher, celui-ci jouxtant le château du Bois du Rocher, puis au-delà de la Bièvre, le bois du Val d'Albian.

## Bois de Porchefontaine ou bois du Pont Colbert
Le bois du Pont Colbert est situé entre le quartier de Porchefontaine, Viroflay et Vélizy-Villacoublay.
C'est le prolongement occidental de la forêt de Meudon. 
Au sud, il est séparé du golf de La Boulie et du bois des Metz par l'axe routier A86-N 12.
Le belvédère de la Sablière, à Viroflay, est situé au sommet d'une ancienne carrière de sable, terrain de jeu et de promenade jusque dans les années 1930. Un affaissement de terrain ayant provoqué la mort d'enfants a stoppé son usage. À la fin des années 1950, l'Office des forêts a remblayé la Sablière par des gravats et reconstitué le plateau initial. Le site fut reboisé. Du belvédère aménagé, on a une vue étendue sur la ville de Versailles : Saint-Symphorien, la butte Montbauron, le château dominé par la chapelle de Mansart, la cathédrale Saint-Louis et le bois de Satory. Au loin, on aperçoit Le Chesnay, les forêts de Fausses-Reposes et de Marly.

## Pour approfondir